# San Lorenzo Ruiz
San Lorenzo Ruiz est une municipalité de la province de Camarines Norte, aux Philippines.